# 太陽はひとりぼっち
『太陽はひとりぼっち』（たいようはひとりぼっち、イタリア語: L'eclisse / 英語: The Eclipse）は、1962年（昭和37年）製作・公開のイタリア・フランス合作映画である。

## 概要
この作品は、大人の愛の不毛を描いたミケランジェロ・アントニオーニ監督の「愛の不毛三部作」と呼ばれる作品群の『夜』に続く第三作。1962年度カンヌ映画祭審査員特別賞受賞。スティーヴン・ジェイ・シュナイダーの『死ぬまでに観たい映画1001本』に掲載されている。

## 音楽
音楽はジョヴァンニ・フスコが担当した。主題曲は、海外ではモーリス・ルクレール楽団版、ヌーベル・マリーエ楽団版、ベンチャーズ版がある。国内ではコレット・テンピア楽団版が有名である。またミーナが歌った歌詞付きのバージョンもある。

## ストーリー
婚約者と別れたばかりのヴィットリア（モニカ・ヴィッティ）。証券取引所にいる投資家の母はしかし、彼女の話を聞こうとはしない。女友達のアパートでふざけたり、その夫の操縦するセスナに乗ったりと気分転換を図るも、別離の後の倦怠感は消える様子を見せない。取引所では株が暴落し、ヴィットリアの母は今にも自殺せんばかりだ。そんな中ヴィットリアは、以前からたびたび見かけていた仲買所に勤めるピエロ（アラン・ドロン）と親密になり、新しい愛を始めようとする。しかし、実は何も変化が起こっていないように、無常に日々は流れていくのだった。

## スタッフ
- 監督・脚本：ミケランジェロ・アントニオーニ

- 脚本：トニーノ・グエッラ、エリオ・バルトリーニ
- 撮影：ジャンニ・ディ・ヴェナンツォ
- 音楽：ジョヴァンニ・フスコ、フランコ・フェラーラ
- 主題歌：ミーナ

## キャスト
※括弧内は日本語吹替（テレビ版、初回放送1967年12月21日 東京12ch）
- ピエロ：アラン・ドロン（天田俊明）
- ヴィットリア：モニカ・ヴィッティ（小沢さき子）
- リカルド：フランシスコ・ラバル（羽佐間道夫）
- ヴィットリアの母：リラ・ブリニョーネ（真咲美岐）